# Редин, Егор Кузьмич
Его́р Кузьми́ч Ре́дин (2 [14] ноября 1863, село Старшее, Дмитриевский уезд, Курская губерния — 27 апреля [10 мая] 1908, Харьков) — русский историк и археолог, профессор Харьковского университета. Ученик Н. П. Кондакова. Автор работ по древнерусскому и византийскому искусству и археологии, многие из них посвящены миниатюре и прикладному искусству.

## Биография
Егор Кузьмич Редин родился в 1863 году в селе Старшее Дмитриевского уезда Курской губернии в семье неграмотного крестьянина.
После окончания в 1884 году 2-й тифлисской гимназии учился на историко-филологическом факультете Новороссийского университета. Специализировался у известного искусствоведа и археолога Н. П. Кондакова. Студенческая работа о живописи Софийского собора в Киеве, выполненная Рединым совместно с Д. В. Айналовым, была опубликована в 1889 году в Санкт-Петербурге и удостоена золотой медали Новороссийского университета. После окончания в 1888 году Новороссийского университета Е. К. Редин был оставлен при нём для приготовления к профессорскому званию, но с прикомандированием к Петербургскому университету.
После подготовки к профессорскому званию в Санкт-Петербурге и за границей, с 1893 служил в Харьковском университете приват-доцентом по кафедре теории и истории искусств. В 1896 г. защитил диссертацию на степень магистра: «Мозаики Равеннских церквей». В 1898 г. совершил поездку для научных занятий в монастырях Афона и для изучения памятников античного и христианского искусства в Греции.
В 1902 был одним из организаторов и руководителей XII Археологического съезда в Харькове. Создатель этнографического музея при историко-филологическом обществе Харьковского университета.
Писал диссертацию на тему известных русских и греческих списков древней «Христианской топографии» Козьмы Индикоплова, но не успел её закончить.
Скончался 10 мая (27 апреля) 1908 года в Харькове после тяжёлой болезни. Был похоронен на 1-м городском (Иоанно-Усекновенском) кладбище, впоследствии его могила была перенесена в почетный квартал 13-го городского кладбища.

## Семья
Жена — Редина (урожд. Бреннер) Татьяна Николаевна. Сын — Редин Николай Егорович (1902—1938) — историк, музейный деятель, профессор Харьковского университета. В 1926—1930 гг. возглавлял кафедру истории СССР Харьковского института народного образования, позже, в 1933—1934 гг., — кафедру истории Харьковского государственного университета. С 1930 г. был заместителем директора Института истории украинской культуры им. Д. И. Багалея. Арестован 29 декабря 1934 г., наказание отбывал в Средней Азии (в Алма-Ате) и Магаданской области, где умер в 1938 году. Реабилитирован в октябре 1989 г. Крестным отцом Николая Редина был Сумцов Николай Фёдорович

## Труды

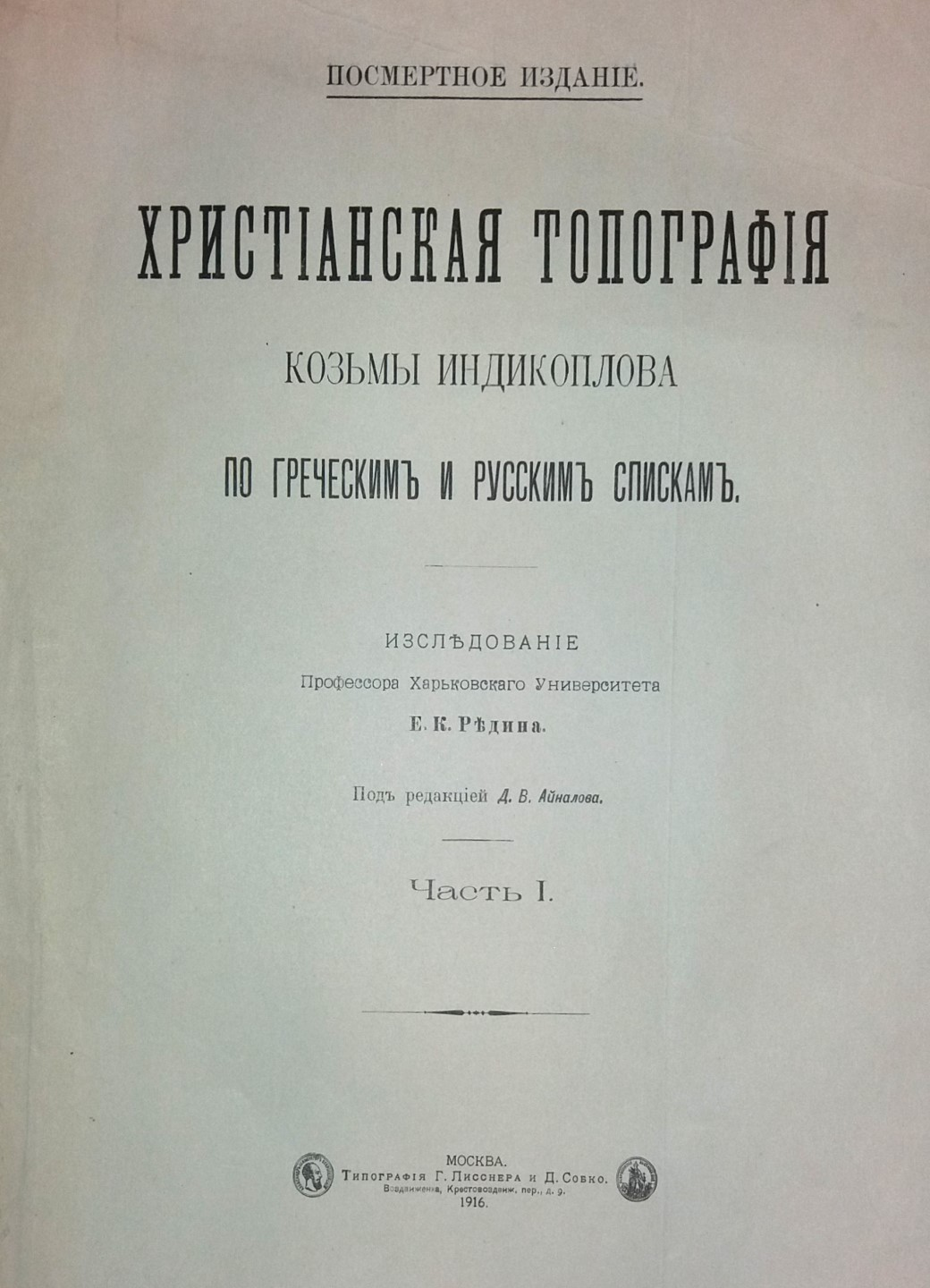
Титульный лист незаконченного большого труда (вышла 1-я часть) «Христианская топография Козьмы Индикоплова по греческим и русским спискам». Ч.1. Издание 1916 г.

- «Киево-Софийский собор. Исследование мозаической и фресковой живописи» (Санкт-Петербург, 1889 год; совместно с Д. В. Айналовым)
- «Памятники древнерусского искусства на выставке VIII археологического съезда в Москве» («Вестник Изящных Искусств», 1890),
- «Диптих Эчмиадзинской библиотеки» (V т. «Записок Императорского Русского Археологического Общества», 1891),
- «Рукописи с византийскими миниатюрами в библиотеках Венеции, Милана и Флоренции» («Журнал Министерства Народного Просвещения», № 12, 1891. Стр.299.),
- «Церковь Николы на Липке близ Новгорода» («Исторический Вестник», № 12, 1891),
- «Заметки по христианской иконографии» («Записки Императорского Харьковского университета», 1894),
- «Харьков как центр художественного образования юга России» (Харьков, 1894),
- «Миниатюры апокрифического арабского Евангелия детства Христа лавренцианской библиотеки во Флоренции» (VII т. «Записок Императорского Русского Археологического Общества» и отд. оттиски),
- «X археологический съезд в Риге» («Записки Императорского Харьковского университета», 1897),
- «Половая мозаика церкви св. Евангелиста Иоанна в Равенне» (№ 3, «Византийский временник», 1895 год и отд. оттиск.),
- «Триклиний базилики Уреа в Равенне» («Византийский временник», 1894, № 4),
- «Сирийские рукописи с миниатюрами парижской национальной библиотеки и британского музея» («Архивные Известия и Заметки», № 11, 1895 и отд. оттиск.),
- «Памяти Джиованни Баттисто де Росси, основателя христианской археологии» (Харьков, 1894),
- «Мозаики Равеннских церквей» (Санкт-Петербург, 1896; из «Записок Императорского Русского Археологического Общества», т. IX),
- «Труды профессора А. И. Кирпичникова по истории и археологии христианского искусства» («Записки Императорского Харьковского университета», 1897),
- «Ф. И. Буслаев. Обзор трудов его по истории и археологии искусства» («Сборник Историко-Филологического Общества Императорского Харьковского университета», т. XI и отд., Харьков, 1898),
- «Памятники церковных древностей Харьковской губернии» (Харьков, 1900),
- «Икона Недреманное око» (ib., 1901 и 1902),
- «О лицевых синодиках, поступивших в распоряжение харьковского предварительного комитета по устройству XII археологического съезда» (ib., 1902),
- «Каталог выставки» того же съезда (ib., 1902),
- «О некоторых лицевых рукописях „Шестоднева“ Иоанна, экзарха болгарского» (М., 1902),
- «Исторические памятники города Адули (в Африке) в лицевых рукописях сочинений Козьмы Индикоплова» (Харьков, 1905).
- Христианская топография Козьмы Индикоплова по греческим и русским спискам. Часть I. / Под ред. Д. В. Айналова. — М.: Тип. Г. Лиснера и Д. Собко, 1916. — 366 с., XXXII илл.(посмертное издание).